# 中村 (岡山県)
中村（なかそん）は、岡山県川上郡にあった村。現在の高梁市の一部にあたる。

## 地理
成羽川の中流右岸に位置していた。

## 歴史
- 1889年（明治22年）6月1日、町村制の施行により、川上郡布寄村、長地村、相坂村、羽根村、小泉村が合併して村制施行し、中村が発足[1][2]。旧村名を継承した布寄、長地、相坂、羽根、小泉の5大字を編成[2]。
- 1955年（昭和30年）3月1日、川上郡成羽町と合併し成羽町が存続して廃止された[1][2]。合併後、成羽町大字布寄・長地・相坂・羽根・小泉となる[2]。

## 産業
- 農業[3]

### 鉱山
- 小泉鉱山（銅・鉛）[4]